# Johann Theodor von Natorp

Das Fürstliche Hoftheater Detmold um 1900

Johann Theodor Freiherr von Natorp (* 30. November 1777 in Altenbeken; † 30. Juli 1830 in Paderborn) war ein deutscher Architekt des Klassizismus. 

## Leben
Er fungierte von 1819 bis 1830 zunächst als Landbaumeister, schließlich als Oberbaurat im Fürstentum Lippe. Sein Vorgänger war 1813 bis 1818 Wilhelm Tappe, sein Nachfolger der Baurat Ferdinand Wilhelm Brune, der schon seit 1827 einen Großteil der Geschäfte geführt hatte, da von Natorp wegen Krankheit nur noch bedingt arbeitsfähig war.
Das bekannteste Bauwerk von Natorps ist das 1825 erbaute und am 5. Februar 1912 abgebrannte Fürstliche Hoftheater Detmold, der letzte hochklassizistische Bau der Residenzstadt Detmold, bei dessen Entwurf er durch den Kasseler Oberhofbaumeister Johann Conrad Bromeis beraten wurde. 
Zu den Aufgaben des Oberbaurats gehörten aber nicht nur die höfischen Prachtbauten, sondern auch die einfachen Staatsbauten, der sogenannte Kameralbau oder Ökonomiebau. Ein Beispiel aus von Natorps Schaffen ist die Fürstliche Mittelmühle, 1826 bis 1828 im schlichten Stil des Spätklassizismus erbaut. In ihr ist heute die naturkundliche Ausstellung des Lippischen Landesmuseums untergebracht.
Natorp war ferner Rentmeister und Bergwerksbesitzer (Bergfaktor). Er lebte zu Beginn seiner Tätigkeit in Niederbarkhausen bei Oerlinghausen.  
Seine Frau Dorothea geb. Tasche verstarb am 4. August 1819 in Detmold. Er verstarb nach Angaben seines Bruders im Alter von 52 Jahren als Witwer und hinterließ eine elfjährige Tochter.